# 금천 나들목
금천 나들목(Geumcheon IC)은 서울특별시 금천구 독산1동에 설치된 서해안고속도로의 교차로이다. 서해안고속도로의 종점은 금천 나들목에서 성산대교 방향으로 0.65 km 떨어진 지점에 위치해 있다. 광명시 소하동 방면으로의 진출입만 가능하다.

## 연혁
- 1996년 7월 9일 : 나들목 신설 공사로 인해 서울특별시 금천구 가산동 ~ 경기도 안양시 만안구 석수동 4.42km 구간 도로구역 결정[2]
- 1998년 11월 25일 : 서울안산고속도로 서울 ~ 일직 구간 개통에 따라 영업 개시[3]
- 2001년 8월 25일 : 서울안산고속도로가 서해안고속도로에 편입되면서 서해안고속도로의 나들목이 됨.

## 구조물 정보
- 위치: 서울특별시 금천구 독산1동

## 접속하는 도로
- 국도 제1호선 (서부간선도로)